# Fußball-Asienmeisterschaft der Frauen 2026/Gruppe B
| Pl. | Land        | Sp. | S | U | N | Tore    | Diff. | Punkte |
| --- | ----------- | --- | - | - | - | ------- | ----- | ------ |
| 1.  | Nordkorea   | 0   | 0 | 0 | 0 | 000:000 | ±0    | 0      |
| 1.  | China       | 0   | 0 | 0 | 0 | 000:000 | ±0    | 0      |
| 1.  | Bangladesch | 0   | 0 | 0 | 0 | 000:000 | ±0    | 0      |
| 1.  | Usbekistan  | 0   | 0 | 0 | 0 | 000:000 | ±0    | 0      |

Die Gruppe B der Fußball-Asienmeisterschaft der Frauen 2026 wird eine der drei Gruppen des Turniers sein. Der erste Spieltag soll am 3. März 2026 ausgetragen werden, der letzte Spieltag ist für den 9. März 2026 geplant. Die Gruppe besteht aus den Nationalmannschaften aus Nordkorea, China, Usbekistan und Bangladesch.

## Nordkorea – Usbekistan –:– (–:–)
| Nordkorea                                                                   | Nordkorea                                                                                           | Usbekistan                                                                                          | Usbekistan |
| --------------------------------------------------------------------------- | --------------------------------------------------------------------------------------------------- | --------------------------------------------------------------------------------------------------- | ---------- |
| Nordkorea                                                                   | \| 1. Spieltag \| \| 3. März 2026 um 13:00 Uhr (3:00 Uhr MEZ) in Sydney (Western Sydney Stadium) \| | \| 1. Spieltag \| \| 3. März 2026 um 13:00 Uhr (3:00 Uhr MEZ) in Sydney (Western Sydney Stadium) \| | Usbekistan |
| Nordkorea                                                                   | Cheftrainer: Ri Song-ho                                                                             | Cheftrainerin: Kotryna Kulbytė ( Litauen)                                                           | Usbekistan |
| 1. Spieltag                                                                 | | |            |
| 3. März 2026 um 13:00 Uhr (3:00 Uhr MEZ) in Sydney (Western Sydney Stadium) | | |            |

## China – Bangladesch –:– (–:–)
| China                                                                       | China                                                                                               | Bangladesch                                                                                         | Bangladesch |
| --------------------------------------------------------------------------- | --------------------------------------------------------------------------------------------------- | --------------------------------------------------------------------------------------------------- | ----------- |
| China                                                                       | \| 1. Spieltag \| \| 3. März 2026 um 19:00 Uhr (9:00 Uhr MEZ) in Sydney (Western Sydney Stadium) \| | \| 1. Spieltag \| \| 3. März 2026 um 19:00 Uhr (9:00 Uhr MEZ) in Sydney (Western Sydney Stadium) \| | Bangladesch |
| China                                                                       | Cheftrainer: Ante Milicic ( Australien)                                                             | Cheftrainer: Peter Butler ( England)                                                                | Bangladesch |
| 1. Spieltag                                                                 | | |             |
| 3. März 2026 um 19:00 Uhr (9:00 Uhr MEZ) in Sydney (Western Sydney Stadium) | | |             |

## Bangladesch – Nordkorea –:– (–:–)
| Bangladesch                                                                 | Bangladesch                                                                                         | Nordkorea                                                                                           | Nordkorea |
| --------------------------------------------------------------------------- | --------------------------------------------------------------------------------------------------- | --------------------------------------------------------------------------------------------------- | --------- |
| Bangladesch                                                                 | \| 2. Spieltag \| \| 6. März 2026 um 13:00 Uhr (3:00 Uhr MEZ) in Sydney (Western Sydney Stadium) \| | \| 2. Spieltag \| \| 6. März 2026 um 13:00 Uhr (3:00 Uhr MEZ) in Sydney (Western Sydney Stadium) \| | Nordkorea |
| Bangladesch                                                                 | Cheftrainer: Peter Butler ( England)                                                                | Cheftrainer: Ri Song-ho                                                                             | Nordkorea |
| 2. Spieltag                                                                 | | |           |
| 6. März 2026 um 13:00 Uhr (3:00 Uhr MEZ) in Sydney (Western Sydney Stadium) | | |           |

## Usbekistan – China –:– (–:–)
| Usbekistan                                                                  | Usbekistan                                                                                          | China                                                                                               | China |
| --------------------------------------------------------------------------- | --------------------------------------------------------------------------------------------------- | --------------------------------------------------------------------------------------------------- | ----- |
| Usbekistan                                                                  | \| 2. Spieltag \| \| 6. März 2026 um 19:00 Uhr (9:00 Uhr MEZ) in Sydney (Western Sydney Stadium) \| | \| 2. Spieltag \| \| 6. März 2026 um 19:00 Uhr (9:00 Uhr MEZ) in Sydney (Western Sydney Stadium) \| | China |
| Usbekistan                                                                  | Cheftrainerin: Kotryna Kulbytė ( Litauen)                                                           | Cheftrainer: Ante Milicic ( Australien)                                                             | China |
| 2. Spieltag                                                                 | | |       |
| 6. März 2026 um 19:00 Uhr (9:00 Uhr MEZ) in Sydney (Western Sydney Stadium) | | |       |

## Bangladesch – Usbekistan –:– (–:–)
| Bangladesch                                                                    | Bangladesch                                                                                            | Usbekistan                                                                                             | Usbekistan |
| ------------------------------------------------------------------------------ | --- | --- | ---------- |
| Bangladesch                                                                    | \| 3. Spieltag \| \| 9. März 2026 um 17:00 Uhr (10:00 Uhr MEZ) in Perth (Perth Rectangular Stadium) \| | \| 3. Spieltag \| \| 9. März 2026 um 17:00 Uhr (10:00 Uhr MEZ) in Perth (Perth Rectangular Stadium) \| | Usbekistan |
| Bangladesch                                                                    | Cheftrainer: Peter Butler ( England)                                                                   | Cheftrainerin: Kotryna Kulbytė ( Litauen)                                                              | Usbekistan |
| 3. Spieltag                                                                    | | |            |
| 9. März 2026 um 17:00 Uhr (10:00 Uhr MEZ) in Perth (Perth Rectangular Stadium) | | |            |

## Nordkorea – China –:– (–:–)
| Nordkorea                                                                    | Nordkorea                                                                                            | China                                                                                                | China |
| ---------------------------------------------------------------------------- | --- | --- | ----- |
| Nordkorea                                                                    | \| 3. Spieltag \| \| 9. März 2026 um 20:00 Uhr (10:00 Uhr MEZ) in Sydney (Western Sydney Stadium) \| | \| 3. Spieltag \| \| 9. März 2026 um 20:00 Uhr (10:00 Uhr MEZ) in Sydney (Western Sydney Stadium) \| | China |
| Nordkorea                                                                    | Cheftrainer: Ri Song-ho                                                                              | Cheftrainer: Ante Milicic ( Australien)                                                              | China |
| 3. Spieltag                                                                  | | |       |
| 9. März 2026 um 20:00 Uhr (10:00 Uhr MEZ) in Sydney (Western Sydney Stadium) | | |       |